# Chaitén Airport
Chaitén Airport är en flygplats i Chile.   Den ligger i provinsen Provincia de Palena och regionen Región de Los Lagos, i den södra delen av landet, 1 100 km söder om huvudstaden Santiago de Chile. Chaitén Airport ligger 8 meter över havet.
Terrängen runt Chaitén Airport är varierad. Havet är nära Chaitén Airport åt nordväst. Trakten runt Chaitén Airport är nära nog obefolkad, med mindre än två invånare per kvadratkilometer.. Närmaste större samhälle är Chaitén, 2,0 km norr om Chaitén Airport. 
I omgivningarna runt Chaitén Airport växer i huvudsak blandskog.